# Retinaler Arterienverschluss
Beim retinalen Arterienverschluss kommt es zum Verschluss der Zentralarterie der Netzhaut (Arteria centralis retinae) des Auges. Es folgt ein Sauerstoffmangel der Netzhaut. Symptom ist die plötzliche schmerzlose Erblindung auf einem Auge ca. 30 Sekunden nach dem Verschlussereignis. Ursache für den Verschluss ist ein eingeschwemmtes Blutgerinnsel (Embolie), das meistens aus einer Halsarterie stammt oder im Rahmen von Herzrhythmusstörungen durch einen Vorhofthrombus entsteht. Nach 60 bis 90 Minuten treten bereits dauerhafte Netzhautschäden auf. In der Untersuchung zeigt sich fast vollständiger Sehkraftverlust, fehlender Pupillenreflex und  eine weiß-gräulich Verfärbung der nicht durchbluteten Netzhautabschnitte in der Augenhintergrundspiegelung.  Behandlungsversuche mit Massage des Augapfels zur Emboluslösung, Blutgerinnungshemmung und Augeninnendrucksenkung werden unternommen. Die Prognose ist trotzdem schlecht. Spontane Besserungen kommen nur bei unvollständigem Verschluss vor.
Ein kurzzeitiger retinaler Arterienverschluss mit kompletter Rückbildung der Erblindung innerhalb von Minuten wird als Amaurosis fugax (lat. flüchtige Erblindung) bezeichnet. Er gilt häufig als erstes Anzeichen einer zerebralen Durchblutungsstörung und kann zudem in Verbindung mit einer Karotisstenose auftreten.
Die Risikofaktoren vaskulärer Ereignisse im Auge entsprechen denen der Embolien und Arteriosklerose im Allgemeinen, also arterieller Hypertonus, Diabetes Mellitus und Herzklappenvitien. Dazu kommt noch die ipsilaterale Karotisstenose.
Für beide Diagnosen ätiologisch besonders wichtig zu beachten ist die Riesenzellarteriitis, auch als Morbus Horton bekannt. Bei Verdacht ist schnelles Handeln unerlässlich, da ein Schlaganfall und Verlust des anderen Auges befürchtet werden muss. Hierbei wird auch ohne abschließende Bestätigung sofort Kortison in hoher Dosierung verabreicht. Ein spezielles Augenmerk auf das Vorliegen dieser Ätiologie ist deshalb besonders wichtig.